# Gustav Hacker
Gustav Hacker (20. nebo 29. září 1900, Hlubany, Rakousko-Uhersko – 3. června 1979, Wiesbaden, Západní Německo) byl německý zemědělec a politik působící nejprve v Československu v období první republiky a po válce v Západním Německu. Za svého života působil postupně v mnoha stranách: BdL, SdP, NSDAP, GB/BHE, GDP a GDP/BHE.

## Život

### Mládí
Narodil se jako syn rakouského zemědělce. Po škole se zúčastnil bojů v 1. světové válce na straně Rakousko-Uherska. Po vzniku Československa získal stejně jako všichni ostatní Němci v Československu československé státní občanství. Po maturitě v roce 1918 studoval na Vyšší zemědělské zemské škole (Höhere Landwirtschaftliche Landesschule) v Kadani a pracoval nejprve v oboru pro zboží a nakonec převzal rodinný podnik. V letech 1921–1922 absolvoval povinnou vojenskou službu v československé armádě.

### Prvorepublikové Československo
Ve 20. letech se stal spoluzakladatelem a předsedou Spolku německé zemské mládeže (Bund der Deutschen Landjugend). V této funkci spolupracoval na zakládání selských škol, mezi nimi např. v roce 1925 Západočeskou selskou vysokou školu (Westböhmischen Bauernhochschule).
Vstoupil do Svazu zemědělců (BdL), prvorepublikové německé agrární strany. V období od května 1935 do března 1939 byl členem Národního shromáždění Republiky československé. V roce 1936 byl zvolen předsedou strany.
Po vítězství SdP v parlamentních volbách roku 1935 se aktivistické německé strany (sociálně demokratická, křesťansko sociální a zmíněná agrární rozhodly pro politiku tzv. novoaktivismu. Tato politika sice podporovala československý stát, ale kladla větší důraz na požadavky tehdejší sudetoněmecké menšiny. Stoupencem této linie ve Svazu zemědělců byl právě Gustav Hacker. 22. března 1938 zařídil převedení strany a jejích poslanců pod Henleinovu SdP (ta po německé anexi Sudet splynula s NSDAP). Tento čin odůvodnil tím, že "pokus započatý v roce 1926 spoluprací ve vládě dostat se k národnímu vyrovnání ve státě a k zajištění životních práv sudetoněmecké národní skupiny ztroskotal".
Působil jako předseda spolku zemědělských okresních záložen a roku 1938 se stal předsedou dozorčí rady společnosti Sudetendeutschen Zucker-AG. Kromě toho byl ředitelem Ústředního svazu zemědělství a lesnictví pro Čechy a Moravu.

### Druhá světová válka
Jako německý občan se v letech 1941–1945 účastnil bojů za druhé světové války, mimo jiné byl nasazen na Ukrajině jako zemědělský poradce německé armády a posléze byl povýšen na kapitána v záloze. Po ukončení války byl v roce 1945 lidovým soudem v Praze odsouzen na 4 roky vězení. Při rozsudku bylo přihlédnuto k polehčujícím okolnostem hospodářské pomoci některým Čechům. Po odpykání trestu byl v roce 1949 byl propuštěn z vězení a v prosinci téhož roku odsunut do Spolkové republiky Německo, kde se usadil v Hesensku. Zde se angažoval ve vyhnaneckých organizacích a sudetoněmeckých krajanských spolcích.

### Západní Německo
V 50. letech vstoupil do GB/BHE. Po sloučení GB/BHE s DP v květnu 1961 se stal členem nově vzniklé GDP. V září 1962 se GDP přejmenovala na GDP/BHE. V období 1963/1964 byl předsedou hesenské frakce GDP/BHE.
Od roku 1954 do 13. února 1955, od roku 1958 do 30. listopadu 1959 a od roku 1962 do 10. listopadu 1964 byl členem hesenského zemského zastupitelstva.
Po zemských volbách v roce 1954 a po sestavení koalice SPD a GB/BHE se 19. ledna 1955 stal hesenským ministrem zemědělství a lesnictví ve vládě Georga Augusta Zinna. Během svého úřadu se mimo jiné účastnil zemské politiky Velkého hesenského plánu (Großer Hessenplan). Po vytvoření samostatné vlády pouze ze členů SPD svůj úřad 19. ledna 1967 opustil a ve své funkci byl nahrazen Tassilem Tröscherem.
V roce 1968 byl zvolen za předsedu Selského spolku vyhnanců (Bauernverband der Vertriebenen) v Bonnu.